# فيكي لوبيز
فيكتوريا لوبيز سيرانو فيليكس (من مواليد 26 يوليو 2006) والمعروفة باسم فيكي لوبيز، هي لاعبة كرة قدم إسبانية محترفة تلعب كلاعب خط وسط مهاجم وجناح لنادي برشلونة الإسباني في ليغا إف والمنتخب الإسباني لكرة القدم للسيدات. يلعب أيضًا مع نادي برشلونة ب.
بدأت لوبيز مسيرتها الكروية في أقسام الشباب في نادي مدريد لكرة القدم في عام 2015، حيث برزت كواحدة من أفضل اللاعبات الشابات في إسبانيا. ظهرت لأول مرة في الدوري الإسباني في سن 15 عامًا، لتصبح أصغر لاعبة على الإطلاق في دوري الدرجة الأولى للسيدات في إسبانيا. انتقلت لاحقًا إلى نادي برشلونة في عام 2022، حيث حطمت العديد من الأرقام القياسية للنادي بسبب عمرها، كونها أصغر لاعبة تظهر لأول مرة مع فريق برشلونة للسيدات، وتلعب في دوري أبطال أوروبا لفريق برشلونة، وتظهر لأول مرة وتسجل. في الكلاسيكو. مع برشلونة، فازت بلقب دوري مرة واحدة، ولقبين في كأس السوبر الإسباني، ولقب واحد في دوري أبطال أوروبا للسيدات، بالإضافة إلى لقب دوري الدرجة الثانية الإسباني مع الفريق الرديف لبرشلونة.
مشاركتها الوطنية كانت ضمن المنتخبات الوطنية للشباب في إسبانيا منذ عام 2021، حققت مع منتخب إسبانيا تحت 17 عامًا، وحصل على المركز الثاني في بطولة أوروبا تحت 17 عامًا في عامي 2022 و2023، وفازت بكأس العالم للسيدات تحت 17 سنة 2022. وفي هذه المسابقة حصلت على جائزة الكرة الذهبية كأفضل لاعبة في البطولة. ظهرت لأول مرة في عام 2024، لتصبح أصغر لاعبة تلعب في منتخب إسبانيا لكرة القدم للسيدات. في ظهورها الثاني مع إسبانيا فازوا بنهائيات دوري الأمم الأوروبية للسيدات 2024. ما يأهل المنتخب الإسباني للفي في دورة الألعاب الأولمبية الصيفية 2024 في فرنسا.

## الإنجازات
نادي برشلونة ب
- الاتحاد الأول: 2022–23

نادي برشلونة
- الدوري السيدات: 2022–23
- كأس السوبر الإسباني: 2022–23، 2023–24
- دوري أبطال أوروبا للسيدات: 2022–23[5]

إسبانيا تحت 17
- كأس العالم للسيدات تحت 17 عاماً: 2022[6]
- بطولة أوروبا للسيدات تحت 17 عاماً: الوصيفة 2022،[7] 2023[8]

إسبانيا
- دوري الأمم الأوروبية للسيدات: 2023–24[9]

إنجازات فردية
- الكرة الذهبية لكأس العالم للسيدات تحت 17 عاماً: 2022[10]
- بطولة أوروبا للسيدات تحت 17 عاماً أفضل لاعب في البطولة: 2023[11]
- فريق البطولة في بطولة أوروبا للسيدات تحت 17 عاماً: 2023[12]
- الاتحاد الدولي لتاريخ وإحصاءات كرة القدم فريق الاتحاد الأوروبي للشباب للسيدات (تحت 20 سنة) : 2023[13]
- أفضل لاعبة في الدوري الإسباني: 2019
- أفضل هدافي الدوري الإسباني: 2019

## روابط خارجية
- Vicky at BDFutbol
- Vicky López في موقع كرة القدم العالمية.نت
- فيكي لوبيز  على سكروي
- فيكي لوبيز على إنستغرام